# 波多野裕介
波多野裕介（日语：はたの ゆうすけ；英語：、1986年2月12日—），別名夏裕介，美日香港男性作曲家及編曲家，2011年夏天選擇定居香港，2012年開始專門替歌手、電影或現場音樂活動等創作和演奏歌曲；2013年經填詞人林敏驄推薦而涉足配樂界，後主力擔任香港電影配樂，編寫主題曲或插曲。2017年，他首次與作曲家金培達一起奪得《第36屆香港電影金像獎》「最佳原創電影音樂」，並獲得《第2屆金色銀幕獎》「最佳音樂原創獎」及《第五屆漢米爾頓幕後英雄盛典》「最佳原創音樂」兩項殊榮。

## 簡歷
波多野裕介在美國新澤西州出生，因父親是京都府京都市人，故同時擁有日本國籍。他從小基於父親工作關係而經常搬遷，曾於美國就讀小學，10歲隨家人移居愛知縣名古屋市，16歲就讀南山國際高等學校一年級便須搬到馬來西亞新山市暫住，但要來往巴西立新加坡海外家庭學校（Overseas Family School）繼續唸書，一年半（2001年高中二年級）後才正式遷居新加坡。2004年，他赴澳洲修讀昆士蘭大學統計學，可是始於2003年日本作曲家植松伸夫為《Final Fantasy》遊戲系列，創作了過千首樂曲令他深受感動，對音樂富有熱忱，遂立志成為作曲家。2006年左右，他曾因一次暈倒撞傷頭部，以致雙耳聽到的音高不一，那時受到一位美國設計師的故事啟發，開始將焦點放於編曲上，即使半年後康復；2010年修畢音樂學系創作學士課程，在校時曾以原創古典樂曲「Oriental Isolation（東洋的孤獨）」獲頒澳洲「珀西·布里爾（Percy Brier）紀念獎」。
波多野裕介曾於布里斯本演奏爵士鋼琴數年，2011年夏天選擇定居香港，曾在酒店當琴手三年，認識了駐場表演者江海迦；2012年跟邵音音女兒許湘韻開設音樂製作公司「Neo Music Production Limited」，專門替歌手、電影或現場音樂活動等創作和演奏歌曲。2013年，他在某中環爵士樂酒吧擔任樂手期間結識了填詞人林敏驄，因雙方談得很投契而獲推薦涉足香港配樂界，後主力為不少香港電影擔任配樂，並編寫主題曲或插曲。2017年，他憑曾國祥首套個人執導作品《七月與安生》，與作曲家金培達一起奪得《第36屆香港電影金像獎》「最佳原創電影音樂」，同年亦獲得《第2屆金色銀幕獎》「最佳音樂原創獎」及《第五屆漢米爾頓幕後英雄盛典》「最佳原創音樂」兩個獎項。

## 感情生活
波多野裕介與陳湘韻於2004年在昆士蘭大學參加唱歌比賽時相識，2015年3月14日往京都結婚。

## 演出作品

### 電影
| 首映   | 電影名   | 角色       |
| 2014年 | 點對點   | 教師       |
| 2016年 | 幸運是我 | 電子琴樂手 |

### 綜藝節目
| 首播     | 節目名           | 備註                    |
| 無綫電視 |                  |                         |
| 2017年   | 萬眾同心公益金   | 演出                    |
| 2017年   | 兄弟幫           | 第1994、1995集嘉賓      |
| 2021年   | 尋找家香情       | 第1集嘉賓               |
| 2021年   | #好掛住日本      | 第6集嘉賓               |
| 2022年   | 香港25個第一     | 第8集嘉賓               |
| 2022年   | 滿足的味道       | 第6集嘉賓、主題音樂創作 |
| ViuTV    |                  |                         |
| 2018年   | 我與金像獎的距離 | 配樂                    |

### 音樂錄像
| 年份   | 歌名     | 歌手         |
| 2017年 | 雙截龍   | 張繼聰、白只 |
| 2017年 | 日落大道 | 羅力威       |

### 其他
| 日期                        | 活動名                                                       | 備註           |
| 2014年1月23 - 26、28 - 31日 | 軟硬25周年 Softhard heHA opera                               | 演唱會宣傳片段 |
| 2015年6月20日               | 《最愛潘源良是誰》作品展演唱會                               | 演出嘉賓       |
| 2015年9月20日               | 2015年東京喜劇電影節                                         | 演出嘉賓       |
| 2017年9月9日                | 《hmv live × Mischa 葉巧琳 - Music Night Special》迷你音樂會 | 演出嘉賓       |

## 音樂作品
2013年
- AGA - 一釐米（編）

2015年
- 何超儀、鄭伊健、梁漢文、邵音音、劉浩龍、林敏驄、郭偉亮、葉佩雯、郭子健、黃智亨 - 來吧！人類要奔放（曲）
- 洪卓立 - 黑心 King（曲／編）
- 陳慧敏 - 完場曲（編）
- 盧敬皓 - 天下無敵（曲／編／監）

2017年
- AGA Feat. Ghost Style - 3AM（編）
- Yan Ting - 愛與罪（編）
- 張繼聰、白只 - 雙截龍（曲／編／監）
- 蔡健雅 - 紫（曲）

2019年
- AGA - Everyday（編）
- 田蕊妮 - Simple Love Song（編）
- 成龍、蔡徐坤 - 一起笑出來（曲／編／監）
- 容祖兒 - 一種永遠（編）
- 張靚穎 - 雙生焰（曲／監）

2020年
- 黃淑蔓 - 猜猜我是誰（編）

2021年
- AGA - CityPop（編）
- MC張天賦 - 反對無效（編）
- 莫文蔚 - 戀一世的愛（編）
- 葉巧琳 - 浸浴（曲／編／監）
- 葉巧琳 - 怪物（心獸Version）（曲／編／監）
- 葉巧琳、張進翹 - 心獸（怪物Version）（曲／編／監）
- 薛凱琪 - 哥本哈根的另一個我（編）
- 薛凱琪 - 迷路天才（編）

2022年
- The Hertz - 末世情書（編／監）
- 楊千嬅 - 上善如酒（編）
- 麗英 - 東京夢遊（詞／監）

2023年
- AGA - MIZU（編）

2024年
- 麗英 - Blueberry Moon（曲／詞／編／監）

2025年
- 6號@RubberBand - 愛的痛別式（曲／編／監）
- Gin Lee - 隨時隨地（編）
- 黃淑蔓 - 留在你在我在的腦海（編）

### 電影樂曲
| 年份   | 電影名       | 備註 |
| 2013年 | 重口味       | 單元：驚嘩春夢 |
| 2014年 | GOOD TAKE！  | 單元：GOOD TAKE |
| 2014年 | GOOD TAKE！  | 單元：囍宴 |
| 2014年 | GOOD TAKE！  | 單元：水泥 |
| 2015年 | 全力扣殺     | 不適用 |
| 2016年 | 使徒行者     | 不適用 |
| 2016年 | 幸運是我     | 不適用 |
| 2016年 | 七月與安生   | 與金培達一同獲得三個獎項： 《第36屆香港電影金像獎》「最佳原創電影音樂」《第2屆金色銀幕獎》「最佳音樂原創獎」《第五屆漢米爾頓幕後英雄盛典》「最佳原創音樂」 |
| 2017年 | 一念無明     | 不適用 |
| 2017年 | 今晚打喪屍   | 不適用 |
| 2017年 | 以青春的名義 | 不適用 |
| 2019年 | 真愛神出來   | 不適用 |
| 2019年 | 大偵探霍桑   | 不適用 |
| 2019年 | 花椒之味     | 不適用 |
| 2019年 | 使徒行者2    | 不適用 |
| 2020年 | 我們永不言棄 | 不適用 |
| 2020年 | 死因無可疑   | 不適用 |
| 2020年 | 怪物先生     | 不適用 |
| 2021年 | 真·三國無雙  | 不適用 |
| 2024年 | 盜月者       | 不適用 |
| 2025年 | 不赦之罪     | 不適用 |

### 歌曲
- 2017年：《Better Tomorrow》

### 其他樂曲
| 年份   | 內容                                        | 備註       |
| 2016年 | Madhead 手機遊戲《時空之門》                | 作曲       |
| 2018年 | 百事可樂微電影《2018把樂帶回家 - 霹靂爸媽》 | 作曲       |
| 2018年 | 百事可樂微電影《把樂帶回家》                | 作曲及編曲 |
| 2019年 | 百事可樂微電影《把樂帶回家 摘星者》         | 作曲及編曲 |
| 2021年 | 微電影《失格遊人》                          | 編曲       |

## 曾獲獎項與提名
| 年份                       | 獎項                                               | 結果 |
| 第39屆香港電影金像獎       |                                                    |      |
| 2020年                     | 最佳原創音樂（《花椒之味》）                       | 提名 |
| 第11屆亞洲電影大獎         |                                                    |      |
| 2017年                     | 最佳原創音樂（《七月與安生》；與金培達）           | 提名 |
| 第36屆香港電影金像獎       |                                                    |      |
| 2017年                     | 最佳原創電影音樂（《七月與安生》；與金培達）       | 獲獎 |
| 2017年                     | 最佳原創電影音樂（《一念無明》）                   | 提名 |
| 2017年                     | 最佳原創電影歌曲 - Better Tomorrow（《幸運是我》） | 提名 |
| 第2屆金色銀幕獎            |                                                    |      |
| 2017年                     | 最佳音樂原創獎（《七月與安生》；與金培達）         | 獲獎 |
| 第五屆漢米爾頓幕後英雄盛典 |                                                    |      |
| 2017年                     | 最佳原創音樂（《七月與安生》；與金培達）           | 獲獎 |

## 外部連結
- 波多野裕介的Facebook專頁
- 波多野裕介的Instagram帳戶
- 波多野裕介的X（前Twitter）

※ 「Neo Music Production」官方網站：
- 波多野裕介的Instagram帳戶 - Neo Music Production
- 波多野裕介的Facebook專頁 - Neo Music Production
- YouTube上的波多野裕介頻道 - Neo Music Production
- Neo Music Production - Live Music Entertainment Hong Kong （页面存档备份，存于）